# Halstroff
Halstroff – miejscowość i gmina we Francji, w regionie Grand Est, w departamencie Mozela.
Według danych na rok 1990 gminę zamieszkiwało 281 osób, a gęstość zaludnienia wynosiła 26 osób/km² (wśród 2335 gmin Lotaryngii Halstroff plasuje się na 768. miejscu pod względem liczby ludności, natomiast pod względem powierzchni na miejscu 549.).